# Elektrárna Obere Sill
Elektrárna Obere Sill, známá také jako Sillwerk, je vodní elektrárna ve vlastnictví společnosti Innsbrucker Kommunalbetriebe (IKB) na řece Sill v Tyrolsku, v městské části Schönberg, Patsch a Ellbögen. Areál se nachází přímo pod mostem Europabrücke na brennerské dálnici.

## Umístění a budovy
Sillwerk se nachází asi 7,5 km jižně od centra Innsbrucku, jeden kilometr západně od Patsch a 2,5 km severně od Schönbergu. Nachází se v soutěsce Sill v nadmořské výšce přibližně 700 metrů.
Domy vpravo od Sill tvoří samostatnou osadu obce Patsch, vlevo roztroušené domy patří k Schönbergu. Dostup k nim je po serpentinách z křižovatky Patsch-Igls na brennerské dálnici u Patsche a z brennerské silnice (B182).

## Historie
Elektrárna Obere Sill byla postavena v letech 1901 až 1903 podle plánů Josefa Riehla a uvedena do provozu 7. října 1903. V době výstavby patřila k největším elektrárnám v Rakousko-uherské monarchii. Během výstavby bylo vypsáno výběrové řízení na dodávku elektřiny.
V průběhu stavby proběhlo výběrové řízení na dodávku potrubí, které vyhrála pražská společnost Maschinenbau-Aktiengesellschaft vormals Ruston & Co. Tlakové trubky byly vyrobeny z měkkého ocelového plechu, který dodala firma Rudolfova huť v Teplicích. Elektrotechnické zařízení i vysokonapěťovou síť postavila společnost Österreichische Union-Elektrizitätsgesellschaft.
Elektrická energie, která se zde vyráběla, sloužila především k provozu lanové dráhy na Hungerburg, lanovky Stubaitalbahn a první innsbrucké tramvajové linky.
Od 60. let 20. století zde byla postavena Brennerská dálnice (A12) a v letech 1959–1963 most Europabrücke. Od té doby se místo několikrát dostalo do povědomí veřejnosti kvůli sebevraždám.

## Technologie
Voda potřebná k provozu je odebírána z řeky Sill na severním konci Matrei am Brenner, přiváděna přes dva lapače písku a krátký kanál do přibližně 7 km dlouhého tunelu a následně do lapače písku v nátokové komoře. Zde se nacházejí dva vodojemy, každý o vnitřním průměru 1250 mm a převýšení 185 metrů. Přibližně v polovině trasy prochází obě potrubí pod Brennerskou silnicí v tunelu dlouhém asi 93 metrů.
V elektrárně bylo instalováno šest dvojitých turbín s přímo spřaženými generátory. V letech 1926 až 1928 byla tato strojní soustrojí nahrazena třemi novými Peltonovými turbínami s třífázovými generátory. Celkový instalovaný výkon je 18 megawattů.
Od roku 1986 nahradil původně vybudovaný tunel nový tunel s průtokem 15 metrů krychlových vody za sekundu. Další štola umožňuje přenos hnací vody do elektrárny Ruetz.